# Cathédrale Saint-Michel de Toronto
Pour les articles homonymes, voir Cathédrale Saint-Michel.
La cathédrale-basilique Saint-Michel de Toronto est la cathédrale et basilique
 catholique de Toronto, dans la province de l’Ontario, au Canada. Elle est le siège de l’archidiocèse de Toronto, qui est l'un des diocèses catholiques les plus peuplés du Canada. Depuis 2023, l’archevêque titulaire est Frank Leo. Elle fut élevée au rang de basilique mineure par le pape François en 2016, le jour de la fête de Saint Michel archange, soit le 29 septembre.

## Présentation
C'est l’une des plus anciennes églises de la ville, à l'origine située à l'écart du centre, aujourd'hui sur Church Street. La cathédrale Saint-Michel fut construite par William Thomas de 1845 à 1848. Elle est un exemple du style architectural néogothique anglais.
Le chœur de la cathédrale est servi par la célèbre école de chant Saint-Michael, voisine de la cathédrale. Les chœurs de cette école chantent tous les samedis et dimanches pendant l’année scolaire.
Les vitraux sont de la firme munichoise Franz Mayer & co.

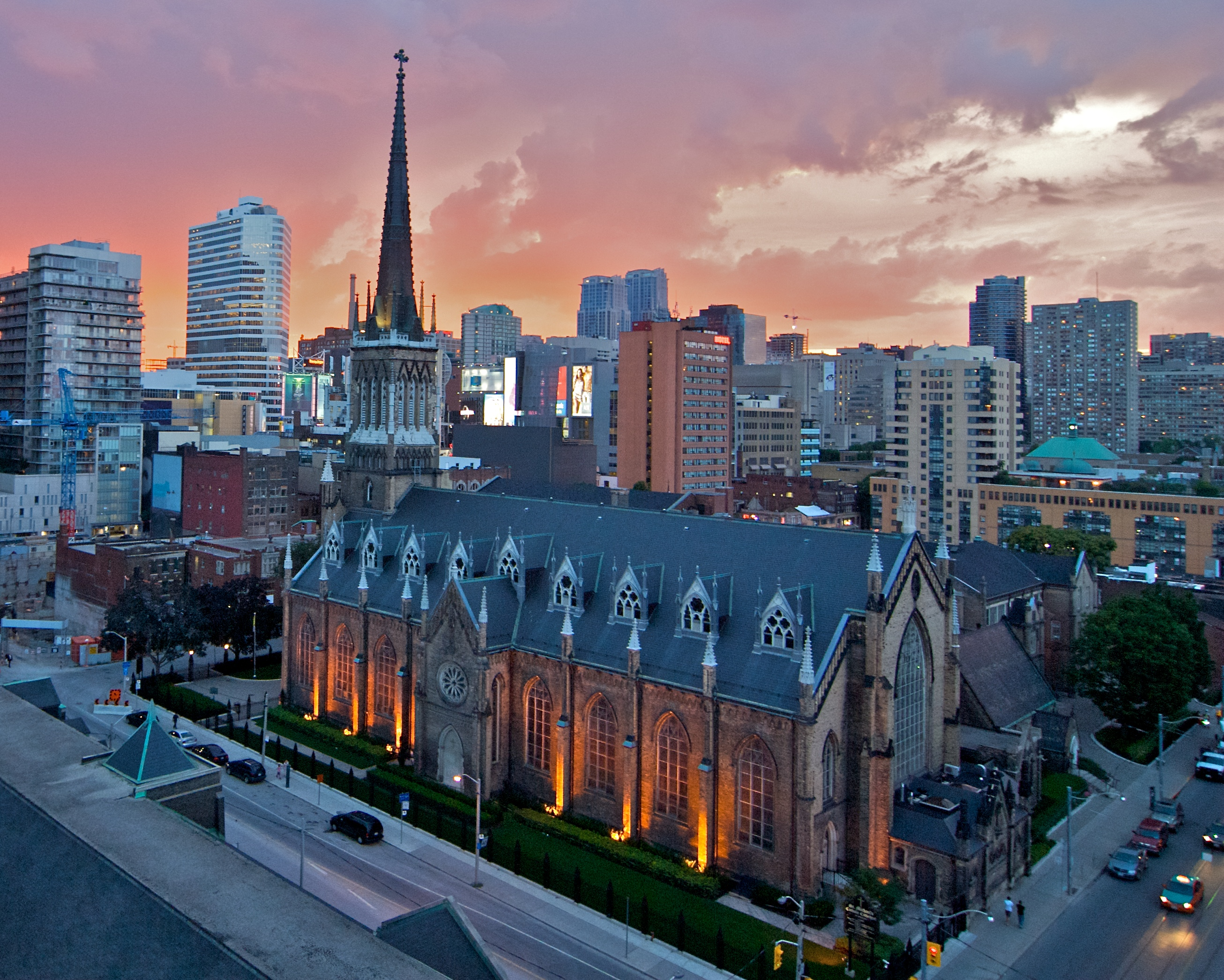
Vue d'ensemble au crépuscule.
L'intérieur avant un concert.
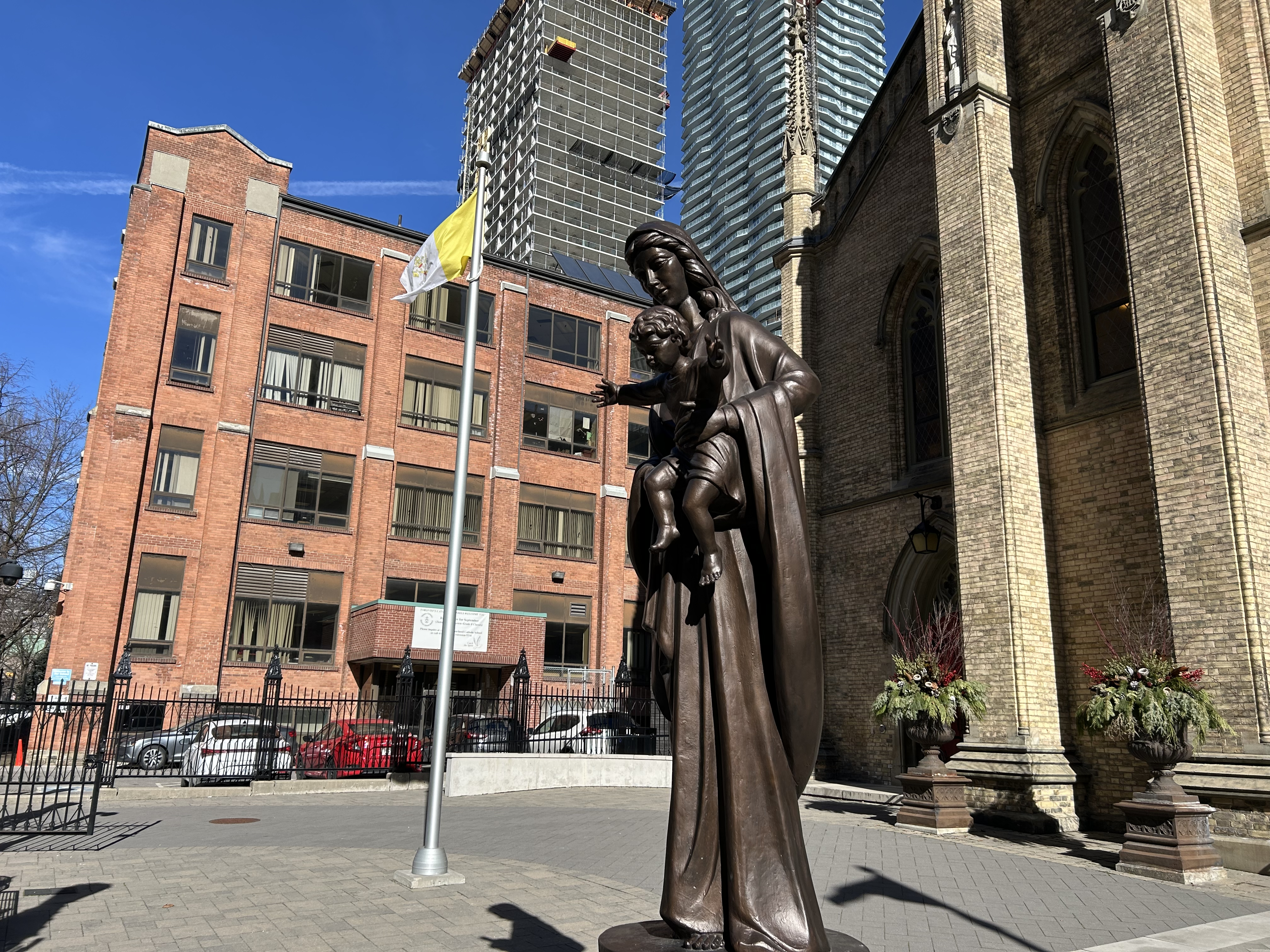
Statue de Vierge à l'Enfant devant la cathédrale.